# Chiesa di San Bartolomeo (Corniglio)
La chiesa di San Bartolomeo è un luogo di culto cattolico dalle forme neorinascimentali e neoclassiche, situato in via Don Celestino Abelli 1 a Signatico, frazione di Corniglio, in provincia e diocesi di Parma; è sede di una parrocchia compresa nella zona pastorale della Montagna.

## Storia
Il luogo di culto originario fu edificato in epoca medievale; la più antica testimonianza della sua esistenza risale al 1354, mentre l'intitolazione a san Bartolomeo è attestata solo a partire dal 1493.
Verso il 1564 l'antico tempio fu eretto a sede parrocchiale autonoma.
Nel 1906 un'estesa frana, riavviatasi l'anno precedente a causa di intense precipitazioni, interessò il versante compreso tra gli abitati di Curatico e Signatico, provocando il crollo o il danneggiamento di numerosi edifici, tra cui la chiesa di San Bartolomeo, che divenne inagibile e fu abbandonata; in seguito fu provvisoriamente utilizzata per le funzioni religiose la canonica, fino alla decisione di riedificare il luogo di culto in posizione più sicura. Nel 1911 furono avviati i lavori di costruzione della nuova chiesa, riutilizzando parte dei materiali della vecchia, che fu demolita; l'anno seguente, al termine delle opere, il tempio fu inaugurato solennemente.
Nel 1940 fu edificata la canonica sulla sinistra del sagrato, mentre nel 1951 gli interni del luogo di culto furono decorati.

## Descrizione

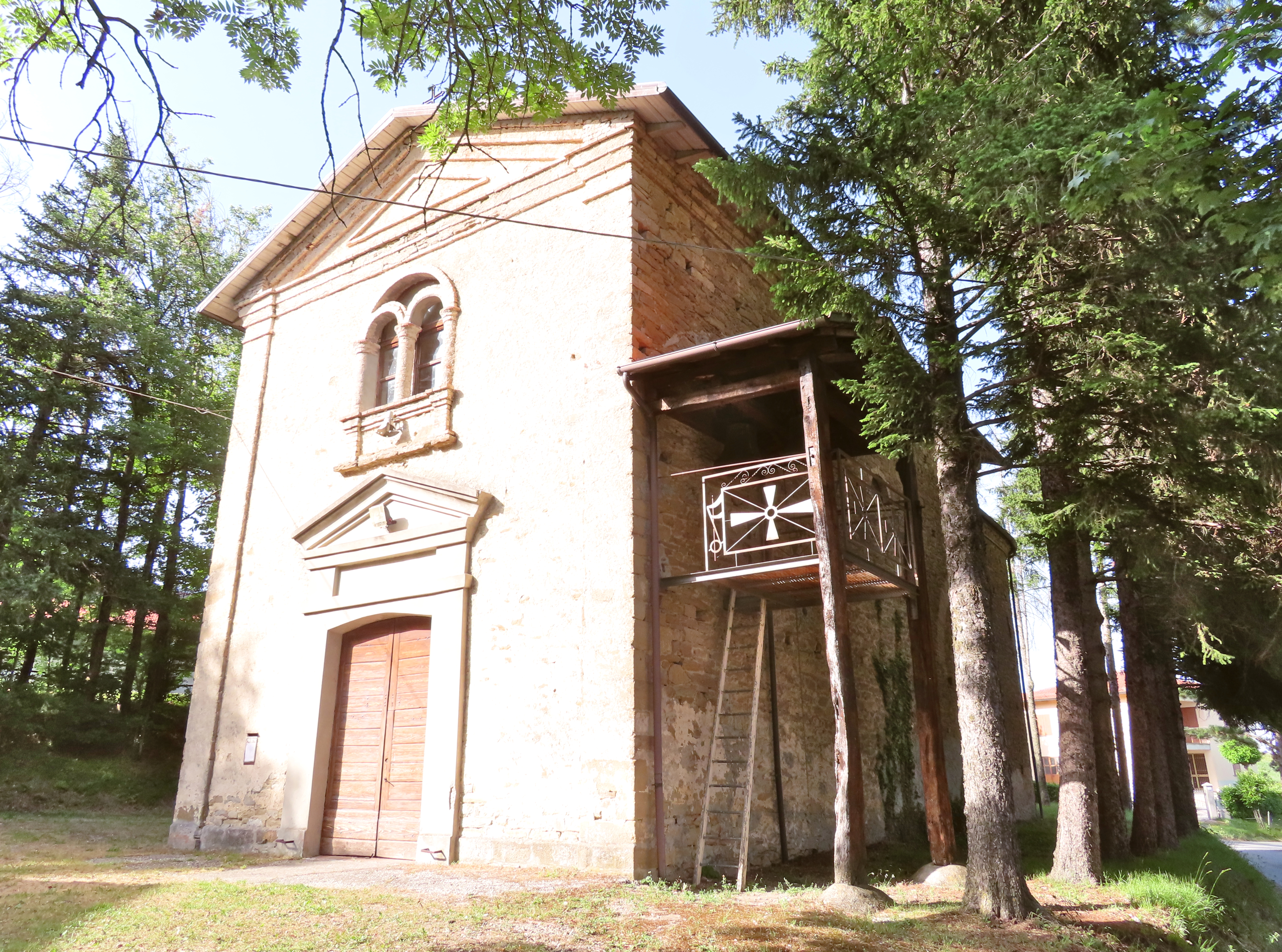
Facciata e lato sud-est

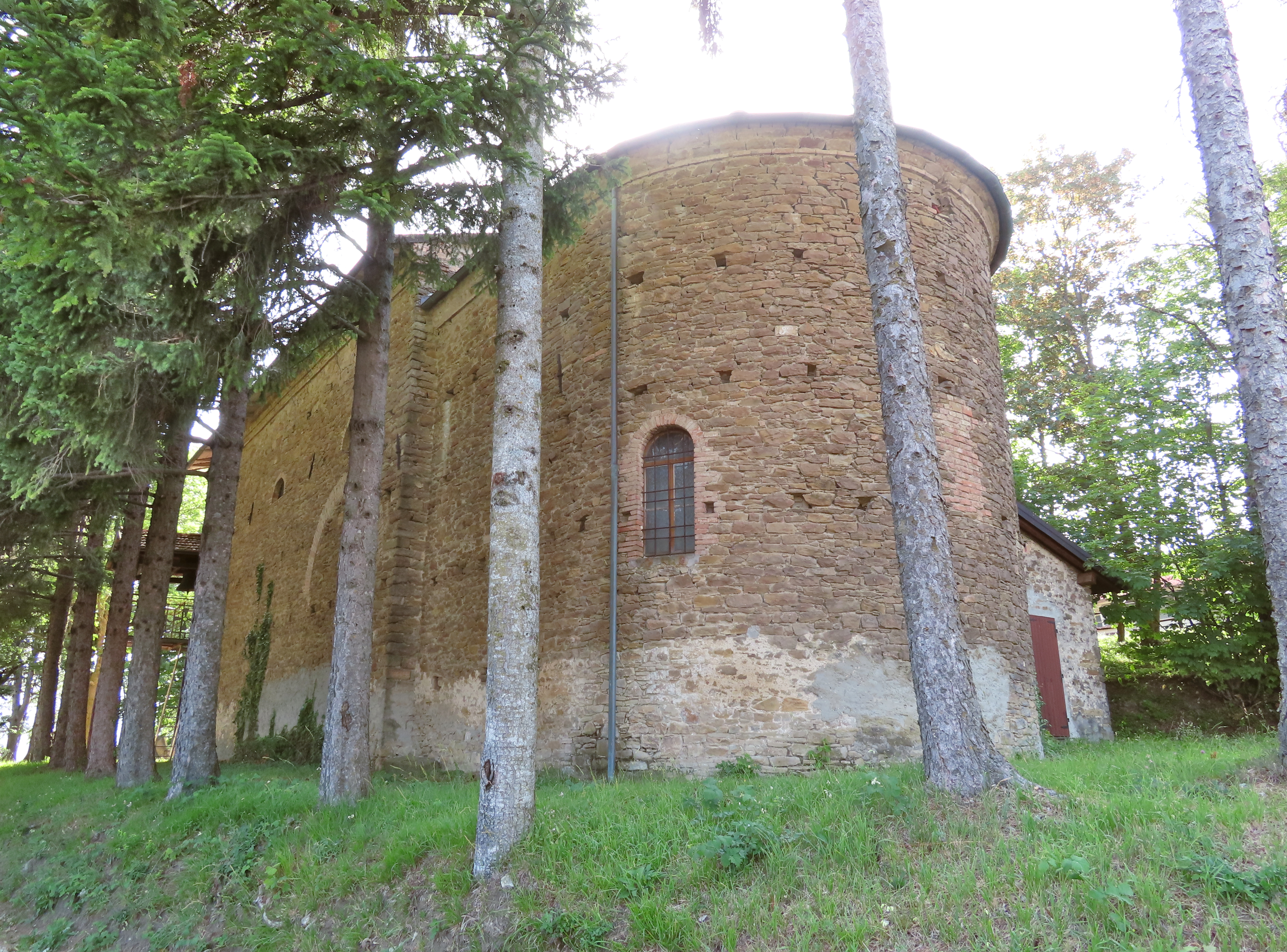
Abside e lato sud-est

La chiesa si sviluppa su un impianto a navata unica affiancata da una cappella sul lato sinistro, con ingresso a sud-ovest e presbiterio absidato a nord-est.
La facciata, interamente intonacata, è delimitata alle estremità da due lesene d'ordine gigante, a sostegno del frontone triangolare di coronamento; al centro è collocato l'ampio portale d'ingresso ad arco ribassato, inquadrato da una cornice in pietra e sormontato da un frontone, mentre più in alto si apre nel mezzo una bifora a tutto sesto, scandita da colonnine doriche.
I fianchi, rivestiti in pietra, presentano alcune piccole aperture a lunetta in sommità; dal lato destro si protende una loggetta in legno retta da due tronchi, utilizzata come campanile, mentre da quello opposto aggetta il volume della cappella. Sul retro si allunga il presbiterio absidato, illuminato lateralmente da due monofore a tutto sesto.
All'interno la navata, coperta da una volta a botte lunettata, è scandita in tre campate da una serie di lesene ornate con mosaici, a sostegno del cornicione perimetrale in aggetto; sulla sinistra, in corrispondenza della terza campata, si affaccia, attraverso un'arcata a tutto sesto, l'unica cappella laterale, mentre le altre lesene sono collegate da arcate dipinte, che incorniciano finte nicchie a tutto sesto da cui aggettano mensole a sostegno di statue di santi.
Il presbiterio, lievemente sopraelevato, è preceduto dall'arco trionfale, retto da paraste doriche; l'ambiente, coronato da una volta a botte, ospita nel mezzo l'altare maggiore a mensa in metallo, aggiunto intorno al 1980; sul fondo l'abside è sormontata da catino ornato con affreschi.